# Вітстоун ЗПГ
Вітстоун ЗПГ (Wheatstone LNG) — завод із зрідження природного газу, споруджений в середині 2010-х років на північно-західному узбережжі Австралії.
Завод є частиною масштабного проєкту, що також розробку включає офшорних родовищ Вітстоун, Лаго (на них припадає 80% сировинної бази), Джулімар та Брунелло. Доставка ресурсу забезпечується газопровідною системою Вітстоун/Джулімар – Вістоун ЗПГ.
Для розташування заводу обрали ділянку у 12 км на захід від Онслоу, при цьому враховуючи масштабність проєкту та слабкий рівень освоєння оточуючої території, на першому етапі будівництва спеціально під проєкт спорудили аеродром Онслоу зі злітною смугою довжиною 1900 метрів.
Проектна потужність заводу становить 8,9 млн.т ЗПГ на рік (12,5 млрд.м3), що забезпечують дві технологічні лінії, які стали до ладу в 2017 та 2018 роках. 
Для зберігання основної продукції призначено два резервуари об'ємом по 150 000 м3. Крім того, для вилученого із «жирного» газу конденсату споруджено два резервуари по 120 000 м3.
Відвантаження продукції здійснюється через винесений у море на 1,2 км причал, що здатний забезпечувати обробку як ЗПГ, так і конденсату. Крім того, передбачили захищену хвилеламом гавань для буксирів. В межах проекту здійснили днопоглиблювальні роботи із вибіркою 26 млн м3 матеріалу, для чого залучали фрезерний земснаряд "Ambiorix", землесосні снаряди "Brabo", "Breydel" та "Gateway", ківшеві земснаряди "New York" та "Postnik Yakovlev" (також працювали землевідвізні шаланди "Sloeber", "Pagadder", "Trinidad", "Santiago", GL-501, GL-502). Ще одним залученим судном стало каменеукладальне "La Boudeuse".
Окрім виробництва продукції для експорту, комплекс також постачає певну кількість блакитного палива для внутрішніх потреб через газопровід Вітстоун – Дампір-Банбері.
Енергетичні потреби комплексу обслуговує власна ТЕС Вітстоун ЗПГ.
Загальна вартість проєкту (включаючи облаштування офшорних родовищ) оцінювалась у 29 млрд доларів США, проте у 2016 році була збільшена до 34 млрд. Проєкт реалізував консорціум у складі американської Chevron (64,14 %), KUFPEC (Kuwait Foreign Petroleum Exploration Company, 13,4 %), австралійських Woodside (13 %) та PE Wheatstone Pty (8 %), а також японської Kyushu Electric Power Company (1,46 %).